# Оборин, Степан Ильич
Степа́н Ильи́ч Обо́рин (15 августа 1892, Каменное, Западная область — 16 октября 1941, Москва) — советский военачальник, участник Первой мировой, гражданской, Советско-финской и Великой Отечественной войн, генерал-майор (1940).

## Биография
Из семьи рабочего. Окончил церковно-приходскую школу в 1903 году. Был рабочим-текстильщиком.
С октября 1913 года служил в Русской императорской армии. Службу проходил в 1-й Сибирской дивизии сначала рядовым, в 1914 году окончил учебную команду и стал унтер-офицером. Участник Первой мировой войны. Воевал на Западном фронте в составе Сибирского артиллерийского гаубичного дивизиона артиллерийским наблюдателем, был ранен. В феврале 1917 года в чине младшего фейерверкера по болезни уволен из армии.
После Октябрьской революции в декабре 1917 года вступил в Красную гвардию и назначен начальником разведки 3-го Тверского революционного отряда.
В РККА — с июня 1918 года. Участник гражданской войны — командир орудия 1-й легкой артиллерийской батареи при штабе особых формирований 3-й армии. С апреля 1919 года воевал в артиллерии 30-й стрелковой дивизии — старшина батареи, командир взвода, помощник командира батареи гаубичного артиллерийского дивизиона. Воевал на Восточном и Южном фронтах. В октябре-ноябре 1920 года вся дивизия вошла в состав 4-й армии и участвовала в Перекопско-Чонгарской операции против войск генерала П. Н. Врангеля. Член ВКП(б) с мая 1919 года.
С 1921 года — командир батареи в той же дивизии. В декабре 1922 года был уволен в запас, однако в марте 1923 года вернулся на военную службу и назначен на прежнюю должность командира батареи в 30-м артиллерийском полку 30-й стрелковой дивизии. В 1926 году окончил Артиллерийские курсы усовершенствования среднего комсостава РККА. С 1926 года — начальник полковой школы 30-го артполка, с ноября 1927 — командир дивизиона 30-го артиллерийского полка. С сентября 1930 года — помощник командира 123-го гаубичного артиллерийского полка. С сентября 1931 года — начальник артиллерии 2-й отдельной механизированной бригады (Украинский военный округ). С ноября 1933 года — командир и военком 73-го артиллерийского полка. В 1934 году повторно окончил Артиллерийские курсы усовершенствования комсостава РККА и в марте 1934 года назначен руководителем курса на этих курсах. С апреля 1936 г. — командир артиллерийского полка 11-й стрелковой дивизии, а с февраля 1938 — начальник артиллерии этой дивизии.
С декабря 1939 года — начальник артиллерии 19-го стрелкового корпуса. Участник советско-финской войны, действия его артиллерии при прорыве «линии Маннергейма» были оценены высоко, а сам он награждён орденом.
С мая 1940 года — командир 136-й стрелковой дивизии. С марта 1941 года — командир 14-го механизированного корпуса.
О событиях с участием генерала Оборина в первые дни войны есть несколько взаимоисключающих версий. По одной из них, 25 июня 1941 года генерал Оборин в боях получил тяжёлое ранение и был эвакуирован в тыл. По другой версии «утром 25 июня генерал-майор С. И. Оборин после лёгкого ранения „эвакуировался“ в тыл; затем он самовольно покинул фронт и 6 июля прибыл в Москву, где через два дня был арестован в своей квартире». Однако обе они опровергаются опубликованными в ОБД «Память народа» боевыми донесениями командира 14 мк генерал-майора Оборина о боевых действиях его корпуса, последнее из обнаруженных донесений датировано 28 июня 1941 года. В ряде публикаций указано, что Оборин был ранен и в перевязке явился в штаб фронта, откуда по указанию командующего Западным фронтом направлен в госпиталь, а уже после выхода из госпиталя арестован по обвинению в преступном бездействии, в том, что бросил свои части и бежал с фронта.
Арестован 8 июля 1941 года. Приговорён Военной коллегией Верховного суда СССР 13 августа 1941 года к высшей мере наказания за «потерю боевой техники и оставление позиций без приказа». На следствии и суде виновным себя не признал, объяснив потери корпуса его крайне низкой укомплектованностью людьми и техникой на начало войны, ввиду чего он был небоеспособным. Расстрелян 16 октября 1941 года на Коммунарке.
Реабилитирован 11 января 1957 года постановлением Пленума Верховного суда СССР. Данных о месте захоронения нет (находится в списках расстрелянных на расстрельном полигоне «Коммунарка»).

## Награды
- Орден Красного Знамени (15.01.1940)[7];
- Юбилейная медаль «XX лет Рабоче-Крестьянской Красной Армии» (22.02.1938)

## Воинские звания
- полковник (предп. 1936)
- комбриг (5.11.1939)
- комдив (20.04.1940)
- генерал-майор (4.06.1940)